# کارلو کاستلانی
کارلو کاستلانی (انگلیسی: Carlo Castellani; ۱۵ ژانویهٔ ۱۹۰۹ – ۱۱ اوت ۱۹۴۴) بازیکن فوتبال اهل پادشاهی ایتالیا بود.
از باشگاه‌هایی که در آن بازی کرده‌است می‌توان به باشگاه فوتبال لیورنو و باشگاه فوتبال امپولی اشاره کرد.